# Cadillac Brougham
A Cadillac már 1916-tól használta a Brougham nevet legnagyobb modelljein. Az 1950-es évektől a felszereltség bizonyos szintjét jelezte az Eldorado és a Fleetwood modelleken. 1985-ben saját jogán jelent meg, a texasi Arlingtonban és Detroitban gyártásban maradt 1992-ig.

## Fleetwood Brougham
1965-ben jelent meg a Fleetwood esetén választható felszereltségi fokozat jelöléseként. A következő évben a Fleetwood-kínálat már két részből állt (Sixty Special, illetve Fleetwood Brougham). 1976-ig gyártották.

## 1985-1992

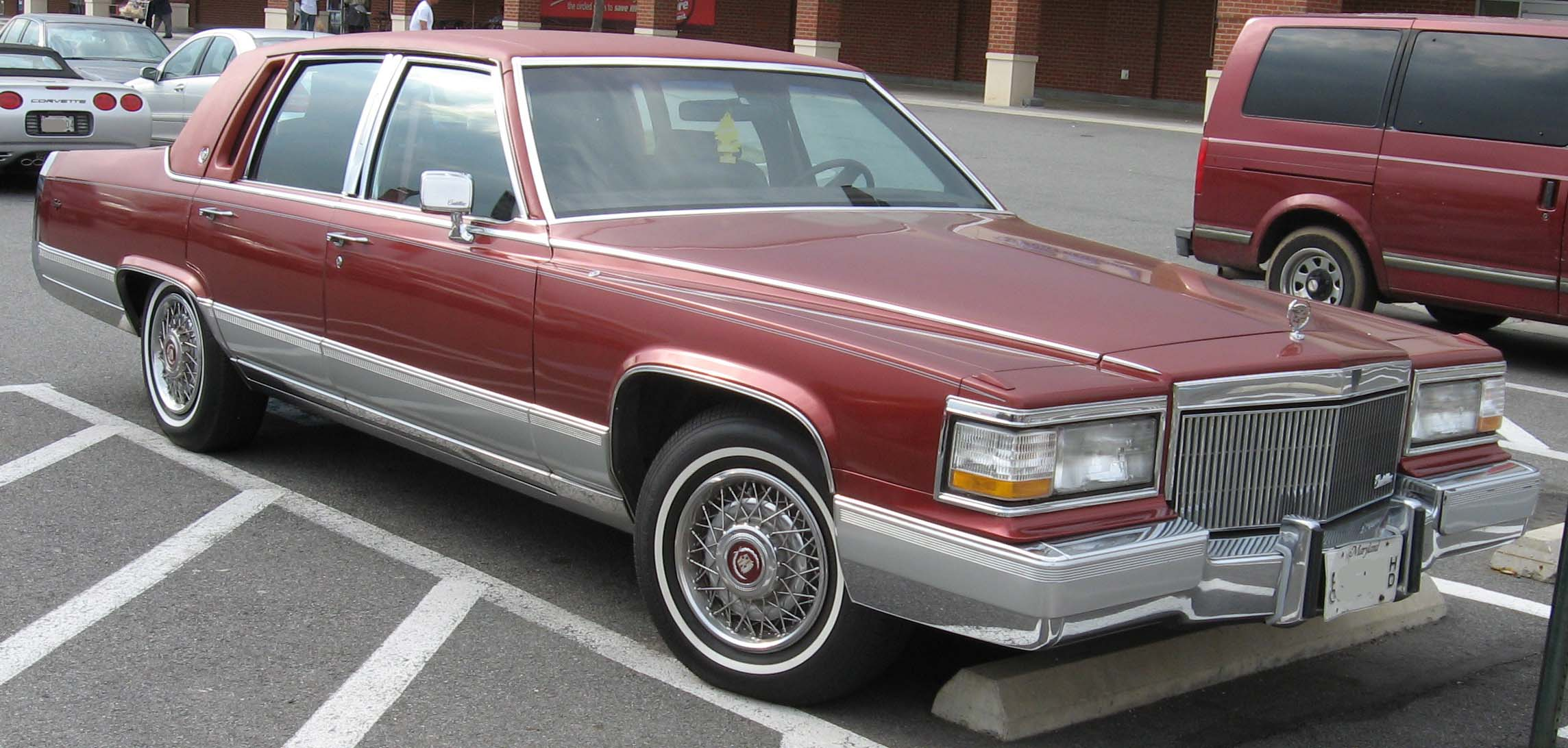
Cadillac Brougham

1977 és 1984 között ismét csak a Fleetwood egyik felszereltségi fokozatának jelölésére használták a nevet, de miután a GM ún. C-alváza 1985-től elsőkerékhajtású autókhoz szolgált alapul, a hátsókerékhajtású Fleetwood Brougham 1986-tól saját jogán vált a kínálat részévé. 1987-től 1992-ig a Fleetwood nevet már kizárólag fronthajtású autókra használták, a hátsókerékhajtású modell neve egyszerűen Brougham lett.
A Brougham új hűtőrácsot kapott 1989-ben. Az 1990-es modellfrissítés idején az új fényszórók és hátsó lámpák mellett változott a lökhárítók alakja. Továbbá rendelhetővé vált a Chevrolet 5,7 literes V8-asa.
A modell a három méteres tengelytávval bíró D-alvázon alapult, 5 liter lökettérfogatú Oldsmobile, 5 literes Chevrolet és 5,7 literes Chevy V8-as motorokkal lehetett kapni.
1993-ban a hátsókerékhajtású változat egy komoly áttervezés keretében visszakapta a Fleetwood nevet, a Brougham ismét csak opciós csomagot jelölt. Ezen években különböző nevekkel ez volt a legnagyobb Cadillac modell.
Motorok:
- 1985-1990 5.0 L L02 V8, 140 LE (104 kW)
- 1991-1992 5.0 L Chevrolet befecskendezős V8, 170 LE (127 kW)
- 1990-1992 5.7 L L05/LLO befecskendezős V8, 175-től  185 LE-ig (131-től 138 kW-ig)

Váltók:
- 3-sebességes automata csak 5 literes karburátoros modellekben
- 4-sebességes automata választható 5 literes karburátoros, standard 5 és 5.7 literes befecskendezős motorokkal.